# A kedvesség világnapja

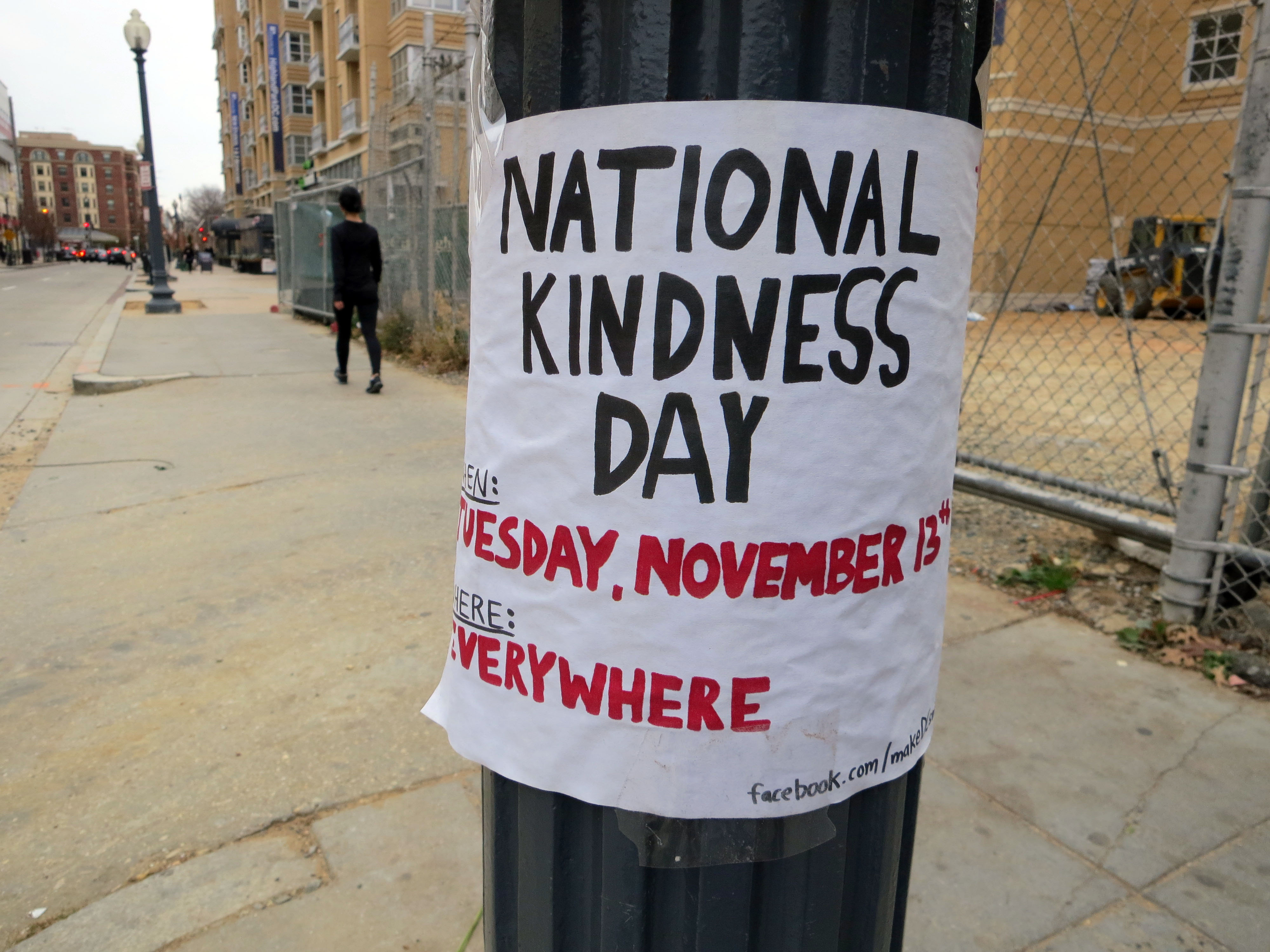
Kedvességre felhívó plakát 2012. november 13-ára

A kedvesség világnapja megünnepelését a japán Apró Kedvesség Mozgalom kezdeményezte 1997-ben, majd a mozgalom világméretűvé nőtte ki magát World Kindness Movement néven. A kedvesség világnapját 1998 óta világszerte ünneplik.
A november 13-án ünnepelt világnap célja, hogy előhívják az emberekből a kedves viselkedést, amelytől mindenkinek élvezhetőbb lesz az élete.